# Обсада на Одрин (1912–1913)
Вижте пояснителната страница за други значения на Обсада на Одрин.
Обсадата на Одрин от български и сръбски войски от октомври 1912 до 26 март 1913 г. завършва с превземането на турската крепост от Втора българска армия, решителна победа, довела до края на Балканската война.
Съюзниците са под общото командване на ген. Никола Иванов, а решителният пробив на източния сектор от крепостта е извършен под командването на ген. Георги Вазов, брат на Иван Вазов и генерал Владимир Вазов.
Обсадата е известна с някои от първите случаи в света на действие на бойна авиация.

## Предходни събития
На 23 октомври 1912 г. Първа българска армия преминава в настъпление и пресича турската граница при Сакар планина. Българите срещат центъра на турската армия, тръгнала на настъпление срещу България и след двудневни боеве нанасят тежки загуби на турците и ги обръщат в бяг. Втора българска армия изтласква турските сили около ключовата османска крепост в Тракия – Одрин и обкръжава града.
Трета българска армия изненадва турците с настъплението си откъм Странджа и превзема Лозенград. Българите продължават настъплението си и на 28 октомври при линията Люлебургас-Бунархисар се разгаря генерално сражение, продължило шест дни и шест нощи. На 2 ноември турската позиция е пробита на няколко места и рухва, турците бягат и на 4 ноември заемат позиция на укрепената линия Чаталджа на 30 км от Цариград.
Постижението на българите се резюмира от британски военен кореспондент:
| „ | Една нация с население от по-малко от пет милиона и военен бюджет от по-малко от два милиона лири стерлинг годишно изведе на полето след четиринадесетдневна мобилизация армия от 400 000 мъже и в течение на четири седмици премина над 256 км във вражеска територия, плени една крепост и обсади друга, води и спечели две големи битки срещу наличната въоръжена сила на нация от двадесет милиона обитатели и спря едва при портите на вражеската столица. С изключение на японците и гуркхите, единствено българите от всички войници влизат в битка с непоклатимото намерение да убият поне един враг. | “ |

## Обсада (октомври 1912 – март 1913)

### Разположение на силите
Одринската крепост е модернизирана от германски инженери в навечерието на Балканската война. Отбранителните съоръжения са разположени на три позиции – предна, главна и тилна. Предната позиция се намира на 9 до 11 км от града и се състои от окопи и укрепени огневи позиции за артилерията. На разстояние 0,5 до 3 км от града, върху редица естествени хълмове край него, е изградена главната позиция, състояща се от 24 каменно-землени и 2 стоманобетонни форта, които отстоят на около километър един от друг и побират по 300 войници. Между фортовете са разположени стрелкови окопи с площадки за картечници и голямокалибрени батареи, защитени с бетонни съоръжения. Отделните позиции са свързани със съобщителни окопи, а между тях има сложна система от преградни ровове, заграждения от бодлива тел в 5 – 6 реда, вълчи ями и фугаси. В северозападния сектор на отбраната е прокопан ров с дължина 800 m и възможност за наводняване. Последната тилна позиция е разположена в самия град.
Гарнизонът на Одринската крепост, под командването на артилерийски генерал Шукри паша (ръководил и потушаването на Преображенското въстание в Странджанско през 1903 г.), се състои от шест редовни пехотни полка, три запасни дивизии, пет артилерийски полка, два инженерни батальона, пет картечни роти, една рота от сапьори и телеграфисти, пет ескадрона кавалерия. Те са групирани в 5 дивизии и 2 самостоятелни полка с общо около 70 000 войници и офицери, 524 оръдия и 20 крепостни картечници. За наблюдение на противника гарнизонът разполага с няколко прожектора и един балон, но поради липса на оборудване за зареждането му, той не е използван. Османското командване разполага и с две радиостанции, които са успешно заглушени от обсаждащите войски, пръв подобен случай във военната история. Макар че населението на града е набъбнало от бежанци и достига 170 000 души, той е добре запасен с продоволствие и е подготвен за продължителна обсада.
Българското командване насочва срещу Одрин основната част от Втора българска армия (командващ генерал-лейтенант Никола Иванов) – Осма пехотна тунджанска дивизия (командващ генерал-майор Димитър Кирков) и Девета пехотна плевенска дивизия (командващ генерал-майор Радой Сираков). Първа (командващ генерал-лейтенант Васил Кутинчев) и Трета българска армия (командващ генерал-лейтенант Радко Димитриев) имат за задача да нанесат удар върху основните османски сили и да откъснат града от останалата част от Източна Тракия.

### Бойни действия
Българските войски достигат Одрин, разположен близо до границата, още в първите дни на войната. След османските поражения в Лозенградската и Люлебургазко-Бунархисарската операция през октомври градът е напълно обкръжен и откъснат от основните османски сили. Първоначално обсадата е поета от Осма пехотна тунджанска дивизия и няколко спомагателни части от Втора армия под общото командване на генерал-лейтенант Никола Иванов.
На 3 декември 1912 година воюващите страни подписват край Чаталджа протокол за сключване на примирие. Според неговите условия блокадата на Одрин се запазва, но османската страна приема да допусне преминаването по железопътната линия през града на доставки за съюзниците. На 16 януари 1913 година в Османската империя е извършен преврат, начело с младотурския лидер Енвер бей. Съгласно условията на протокола от Чаталджа, османските власти обявяват, че прекратяват примирието след четири дни.
На 3 февруари 1913 година военните действия са подновени при изключително тежки атмосферни условия – температури до 18 градуса под нулата и 1,8 м сняг. Някои от часовите получават измръзвания и са им ампутирани пръсти. Поради липсата на коне българската артилерия се снабдява с волски впрягове, които изминават разстоянието от снабдителната база през блатистата наводнена от Марица равнина до фронта за 6 дни с най-много шест снаряда на впряг. Недостигът на топло облекло и гориво вади от строя 17 000 войници от 2-ра армия край Одрин.
Непосредствено след Кумановската битка, през октомври 1912 г. към Одрин са прехвърлени две сръбски дивизии, включващи и тежка обсадна артилерия, под общото командване на генерал Степа Степанович – Тимошка дивизия (първи призив) и Дунавска дивизия (първи призив). В началото на 1913 година към обсадата се присъединяват части от българските Втора пехотна тракийска дивизия, Трета пехотна балканска дивизия и Четвърта пехотна преславска дивизия.
След провала на османския опит за контранастъпление при Мраморно море през февруари, съюзниците насочват усилията си към завземане на трите крепости във вътрешността на Балканския полуостров, все още намиращи се под османски контрол – Шкодра, Янина и най-вече Одрин. В края на март е предприета масирана атака срещу Одринската крепост, която довежда до превземане на крепостта до края на войната (вижте по-долу).

### Действия на авиацията
Вижте също: Българска авиация през Балканската война
На сутринта на 16 октомври журналисти и военни аташета се събират на летище Мустафа паша (дн. Свиленград), за да наблюдават излитането на поручиците Радул Милков и Продан Таракчиев, които трябва да извършат разузнаване на Одринската крепост. Преди излитането пилотът Милков и наблюдателят Таракчиев поставят две бомби в кошове, прикрепени отстрани на самолета Албатрос Ф-3. Полетът им продължава 1 ч. и 20 мин. на около 500 м височина. Когато стигат над военния обект – жп гара Караагач – Продан Таракчиев пуска бомбите. С четири пробойни в корпуса на самолета летците се приземяват благополучно в Свиленград. Те разкриват турските резерви при с. Кадъкьой.
Радул Милков разказва за драматичния полет:
| „ | В самолета взехме две бомби за проба... Тези бомби масово бяха използвани от нашите комити в Македония, използвани бяха и тук, край Одрин, затова ги наричаха „одринки“. Времето бе великолепно, слънчево... Излетях в 9,30 – посока Одрин... Летях в широк кръг над града и стигнахме до гара Караагач, където хвърлихме бомбите. | “ |

На 19 октомври при полет със самолета си „Блерио“ загива поручик Христо Топракчиев, първата жертва от страна на българската бойна авиация. На 12 ноември 1912 г. самарянката Райна Касабова полита на самолет, пилотиран от подпоручик Калинов. По време на 45-минутния полет тя хвърля позиви на турски език над Одрин, превръщайки се в първата жена в света, извършила полет във военни условия.

## Превземане (12 – 13 март 1913)

### Разположение на силите
В началото на март 1913 г. обсаждащата Втора армия се състои от българските Осма пехотна тунджанска дивизия и части на Втора пехотна тракийска дивизия, Трета пехотна балканска дивизия и Четвърта пехотна плевенска дивизия, както и от сръбските Тимошка и Дунавска дивизии (първи призив). Числеността на българските подразделения е около 126 000 войници (около 154 000, ако се включват спомагателните части) с 424 оръдия и 96 картечници. Сръбските части включват 47 275 войници и 96 оръдия (включително 36 тежки обсадни), както и голямо количество обозни коли и впрегатен добитък. Обсадата се разделя на 4 сектора:
- Източен сектор (на левия бряг на Тунджа и Марица) – най-големият като дължина на фронта и включващ около половината от силите и на двете страни. Там е разположена част от сръбската голямо-калибрена артилерия, както и части на четирите български дивизии, под общото командване на генерал-майор Георги Вазов.
- Южен сектор (на десния бряг на Марица и Арда) – там са разположени Първа и Трета бригада на Осма дивизия, както и главната квартира на командващия операцията генерал-лейтенант Никола Иванов.
- Западен сектор (на левия бряг на Арда до Марица) – два полка на Дунавската дивизия.
- Северозападен сектор (на десния бряг на Тунджа до Марица) – четири полка на Тимошката дивизия.

В резултат на обсадата в града по това време има вече смъртни случаи от глад, включително сред турските войници.

### Подготовка на атаката
През март 1913 г. започва подготовка за щурма на крепостта според плана на българския главнокомандващ ген. Михаил Савов. Първо трябва да се нападнат предните турски позиции, след което да се създаде илюзия, че основното нападение ще бъде срещу южния турски сектор, защото основните цели всъщност са североизточните фортове Айджийолу и Айвазбаба. За да подпомогне изненадата българската и сръбската артилерия на източния сектор ще останат прикрити до последния момент. През нощта на 23/24 март ген. Иванов уведомява подчинените си, че щурмът ще започне в 3 часа на 24/25 март. Лунната светлина би издала настъплението, тъй че трябва да се действа възможно най-бързо, независимо от огражденията от бодлива тел. Пехотата ще дава сигнал с бели фенери за продължаване на огъня на артилерията и червени фенери за прекратяването му.
Подготовката за щурма включва покриване на всички блестящи части от униформите на войниците и увиване на конските копита с плат. Правят се опити да се смутят радиотелеграфните връзки на обсадените. Шукри паша има няколко причини да очаква главното нападение да дойде от южна посока, където Картал тепе се извисява над равнината и първата отбранителна линия. Той знае, че там е квартирата на ген. Иванов, както и 1-ва и 3-та бригада от елитната 8-а дивизия, а последвалият страховит артилерийски обстрел допринася за убеждението му. Междувременно 2-ра бригада на 8-а дивизия е в очакване на нож да нападне издадените укрепления в североизточния край, подкрепена от три пехотни бригади, изпратени от Чаталджа – общо 52 батальона със 112 обсадни оръдия, 72 полеви оръдия и 7 конни отряда.

### Одринска операция (24 – 25 март)
Щурмът на Одрин е предшестван от артилерийски обстрел, започнал в 13 часа и продължил до 23 часа на 24 март. Източният сектор започва обстрела по-късно и го прекратява към 18:30 часа. Около 4 часа през нощта на 25 март започва безмълвното придвижване на българите срещу вражеските позиции. Дружините на 56 пехотен полк започват сражението. Заедно с тях се бият 23 Шипченски, 10 Родопски, 32 Загорски, 29 Ямболски, 57-и и 58-и пехотен полк.
До 9 часа сутринта на 25 март предната отбранителна позиция в Източния сектор е превзета и османските части се оттеглят към главната позиция. Ген. Георги Вазов нарежда атаката да продължи без прекъсване, но настъплението е спряно от османската съпротива. Българското командване е принудено да спре атаката, за да прегрупира артилерията си.
На Южния сектор българските части успяват да се придвижат напред и да заемат нова позиция на няколкостотин метра от предната османска линия. Сръбските войски в Западния и Северозападния сектор са отблъснати на изходните си позиции със значителни загуби. Въпреки ограничения успех на второстепенните сектори, съюзническите атаки успяват да блокират голяма част от османските сили, подпомагайки настъплението на Източния сектор.
Генерал-лейтенант Никола Иванов заповядва срещу фортовия пояс в Източния сектор да се предприеме нова атака през следващата нощ. Нападението започва с ожесточен артилерийски обстрел към 23 часа на 25 март. Половин час по-късно пехотата настъпва и артилерията пренася огъня напред. При щурма Българската армия използва за пръв път в историята пълзящ артилерийски огън („огневи вал“) като защитна завеса на пехотата, която следва отблизо. Впоследствие тази тактика се прилага от армиите на западния фронт на Първата световна война.
Щурмът на укрепленията се води от 10-и Родопски и 23-и Шипченски полк на Осма тунджанска дивизия. Част от бодливата тел е пометена от артилерията, друга част е срязана от българските сапьори, а където е останала, българите я покриват с шинелите си. Напредването на пехотата се подпомага от конната батарея на майор Друмев, която се втурва в действие под дулата на турските оръдия, засипва с шрапнел турските окопи и една твърдина. Въпреки че попада под пушечен и оръдеен огън от страна на турците, 10 Родопски полк нахлува във форта Айджиолу и към 1:45 часа на 26 март издига над него фенер – сигнал за българската артилерия да спре огъня – фортът е превзет. Малко след 6 часа турският командир на форта Айвазбаба уведомява командира си чрез телеграф, че оръдията му са унищожени, артилеристите му са мъртви, а българите влизат във форта. След това унищожава телеграфа и се застрелва. Три поредни групи турци са обслужвали батареи 41 и 42, но всичките лежат мъртви, там, където ги е застигнал българският шрапнел. Български сапьори са избити от турската артилерия, докато са се опитвали да прережат бодливата тел, а голям концентричен окоп в южния сектор съдържа телата на 730 турци, убити при щурма на нож преди разсъмване на 26 март. След близо осемчасов бой всички фортове в Източния сектор (Айвазбаба, Айджиолу, Кестенлик, Куручешме, Йълдъз, Топьолу и Кавказ) са превзети.
Турският офицер Хасан Джемал, участник в боевете за Одрин, записва в дневника си:
| „ | Цялата окръжност на крепостта е в огън, укрепленията са покрити в дим. Земята и небето грозно реват. Снарядите вдигат земята нагоре. Срещу едно наше оръдие неприятеля стреля с десет... с хиляди снаряди щукат в Одринската крепост. Войниците падат като снопи в тъмните окопи. Снарядите със страшно бучене разкопават земята и ръцете, краката и други части се отделят от телата. Глухи ридания се чуват в окопите... Докато Шукри паша не вдигне бели знамена, огънят няма да спре. | “ |

Завземане на града
Сутринта на 26 март главната отбранителна линия на Одрин е овладяна и български части започват да навлизат в града, който е обхванат от паника. Последната османска съпротива е преодоляна до обяд.
Сред първите подразделения, навлезли в града, е Двадесет и девети пехотен ямболски полк. Михо Георгиев, войник от това подразделение, издига българско знаме върху Селим джамия, където са се укрили много жители на града. Иван Балахуров, също от Двадесет и девети ямболски полк, пръв достига щаба на Шукри паша и го задържа до пристигането на ескадрон от представителния Лейбгвардейски конен полк, начело с полковник Генко Мархолев. Артилерийски генерал Шукри паша е конвоиран от гвардейците до щаба на генерал-майор Георги Вазов, а след това предава сабята си на командващия генерал-лейтенант Никола Иванов.
Тъй като щабът на Шукри паша се намира в сръбската окупационна зона на града, той е охраняван от сръбски части до изпращането му в София.
Преди пленяването си Шукри паша е заповядал унищожението на складовете с хранителни запаси и боеприпаси, което впоследствие допринася за гладната смърт на много турски военнопленници.
За овладяване на крепостта по време на Одринската операция загубите на 2-ра армия възлизат на 7645 души, от които 1316 убити и 6329 ранени. Пленени са над 33 500 души, 413 оръдия, 12 240 пушки, 46 тежки картечници, 90 000 снаряда, 12 000 000 патрона и друго имущество.

## Последици
В първите дни след превземането на Одрин градът е подложен на плячкосване, най-вече от местното гръцко население, на което българите не успяват ефективно да противодействат. Те налагат контрол над цените на стоките в града, което води до недоволство сред търговците на едро и дребно, най-вече сред гръцките. Част от турските военнопленници са изпратени на остров Сарай Ески на Тунджа, където мнозина умират от глад, холера и студ.
Превземането на Одрин е последният решителен удар срещу Османската империя, който довежда до края на Балканската война. Обсадата и щурмът от 24 – 26 март струват на победителите общо 18 282 жертви (убити, умрели, ранени, безследно изчезнали), повечето от които – българи. На 12 април е подписано примирие, а на 30 май 1913 г. Лондонският мирен договор. Българите обаче владеят града само четири месеца. Избухването на Междусъюзническата война и нейният неблагоприятен развой принуждава българската администрация внезапно да изостави Одрин без бой. Последните нейни представители напускат града с влак на сутринта на 22 юли 1913 г.

## Памет
В двора на българската църква Св. св. Константин и Елена в Одрин са погребвани българските офицери, загинали при превземането на Одринската крепост през 1913 г. 
На 5 октомври 2008 г. президентът Георги Първанов открива в Свиленград паметник на загиналите български офицери и войници при обсадата и щурма на Одрин. 